# Jan Křtitel Václav Kalivoda
Jan Křtitel Václav Kalivoda (in tedesco Johann Baptist Wenzel Kalliwoda) (Praga, 21 febbraio 1801 – Karlsruhe, 3 dicembre 1866) è stato un compositore, violinista e direttore d'orchestra ceco.

## Biografia
Studiò violino con F. W. Pixis e composizione con D. Weber nel conservatorio di Praga dal 1811 al 1817, ottenendo nel 1815 una borsa di studio come miglior allievo. Completati gli studi divenne membro dell'orchestra dell'opera della sua città (1817-1823). ove fece rappresentare opere di Mozart, Cherubini e Rossini. Nel 1822 divenne direttore dell'orchestra privata del principe Fürstenberg a Donaueschingen, invitando altri famosi esecutori del tempo fra cui Schumann, Liszt e Thalberg; al tempo stesso effettuò molte tournée in Europa, specie a Linz e Monaco di Baviera, come solista di violino. Nel 1858 si esibì per l'ultima volta a Praga, sua città natale, e nel 1866 si ritirò a Karlsruhe, ove morì lo stesso anno, dedicandosi ad attività didattica.
Come compositore raggiunse una certa notorietà in Germania. Robert Schumann usò parole di ammirazione per la sua Quinta Sinfonia (1840): lo stesso compositore sassone d'altronde nel terzo movimento della sua Quarta Sinfonia (1841, ma riveduta nel 1851) citò quasi letteralmente il Minuetto della Prima Sinfonia op.7 (1824) di Kalliwoda.

## Opere
- Prinzessin Christine von Wolfenburg (Zschokke-Keller, Praga 1829)
- Blanda, die silberne Birke (F.Kind, Praga 1847)

- Messa op.137
- Altre 9 Messe senza numero d'opera

- Sinfonia n.1 in Fa minore, Op.7 (1825)
- Sinfonia n.2 in Si bemolle maggiore, Op.17 (1829)
- Sinfonia n.3 in Re minore, Op.32 (1830)
- Sinfonia n.4 in Do maggiore, Op.60 (1835)
- Sinfonia n.5 in Si minore, Op.106 (1840)
- Sinfonia n.6 in Fa maggiore, Op.132 (1843)
- Sinfonia n.7 in Sol minore WoO1 (1841)

- Ouverture Op.38 (1839)
- Ouverture Op.44 (1834)
- Ouverture Op.55 (1834)
- Ouverture Op.56 (1834)
- Ouverture Op.76 (1838)
- Ouverture Op.85 (1838)
- Ouverture Op.101 (1839)
- Ouverture Pastorale Op.108 (1843)
- Ouverture Solennelle Op.126 (?)
- Ouverture Op.142 (1846)
- Ouverture Op.143 (1846)
- Ouverture Op.145 (?)
- Ouverture senza numero d'Opera (1849)
- Ouverture Op.206 (1856)
- Ouverture Op.226 (1858)
- Ouverture Op.238 (?)
- Ouverture Op.242 (?)
- Ouverture senza numero d'Opera, dall'opera Blanda (1847)

- Concerto per violino, Op.9 (1821)
- Concertino per violino, Op.15 (1829)
- Concertino per violino, Op.37 (1833)
- Concertino per violino, Op.100 (1839)
- Concertino per violino, Op.133 (1844)
- Concertino per violino, Op.151 (1848)
- Concertino per oboe, Op.110 (1844)